# 药行街
药行街是浙江省宁波市一条城市主干道，东经灵桥跨奉化江连接百丈路，西接柳汀街，全长1028米。道路形成于唐代长庆年间，明代称砌街，东自车桥，西至新排桥。清代乾隆年间改称三法卿坊街。民国时因药行众多而得名为药行街。文革期间曾改名为“红卫路”，1981年改为现名。

## 主要相交道路
东接：百丈路（经灵桥跨奉化江）
相交道路：
- 江厦街（北）灵桥路（南）
- 开明街
- 解放路

西接：柳汀街